# Yolanda Tabanera

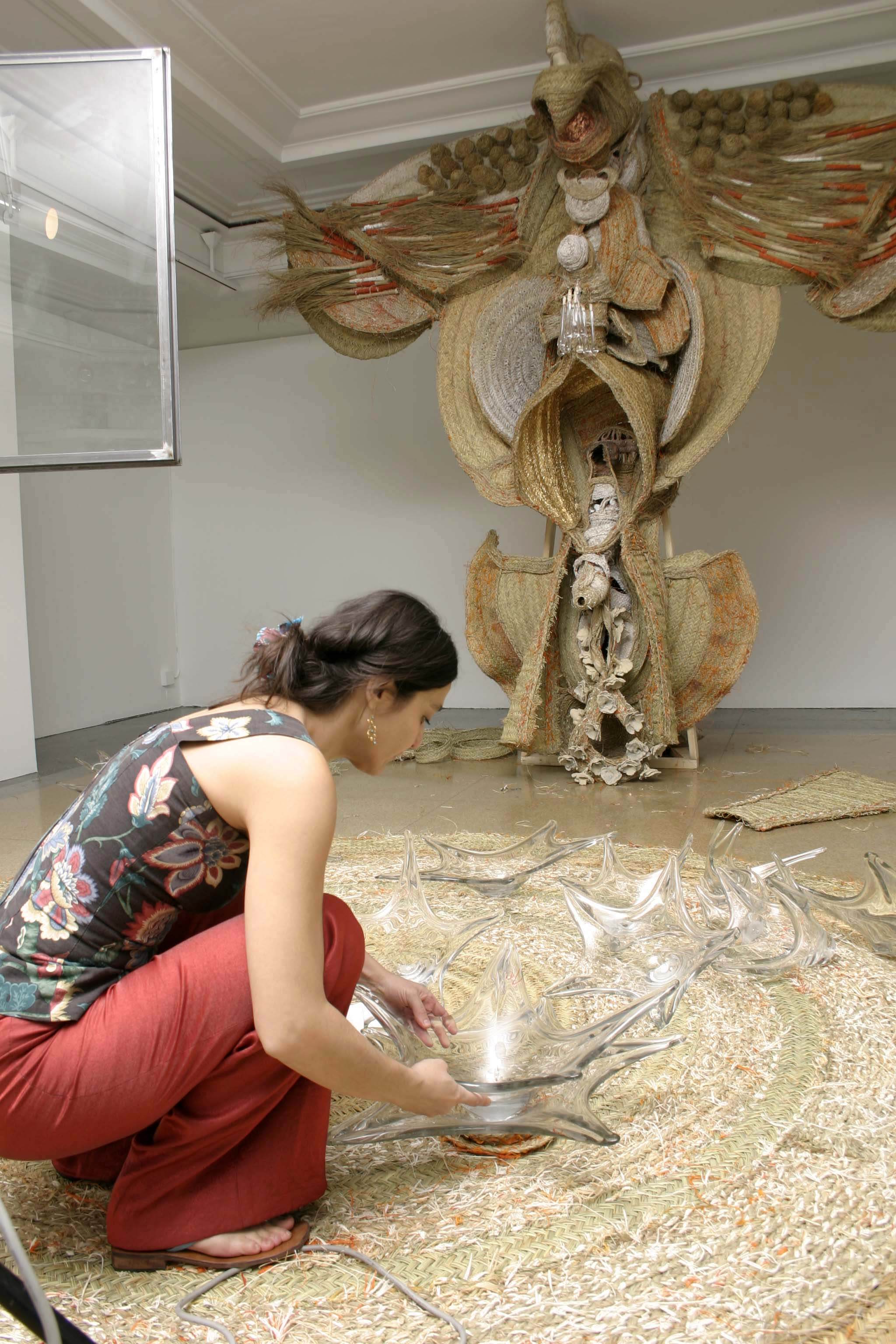
montando una de sus obras

Yolanda Tabanera(Madrid 24 de mayo de 1965) es una artista contemporánea española cuyos recursos plásticos son variados, principalmente utiliza el vidrio en sus esculturas e instalaciones.

## Trayectoria profesional
Licenciada en Bellas Artes en la Akademie der Bildenden Künste de Múnich. A partir de 1996 realiza exposiciones individuales en galerías y museos entre otras la exposición Náufragos, peregrinos y otros humildes arquitectos en la  Fundación Eugenio Granell de Santiago de Compostela en el año 2002, en el Museo Barjola, de Gijón en 2006 Kunsthalle Bellevue Saal Wiesbaden en 2010 en CEART, de Fuenlabrada en 2013, MAVA, Alcorcón en 2014 y participa en numerosas muestras colectivas en lugares como el Mori Museum de Tokio en 2006, en Madrid en la sala Alcalá 31 de la Comunidad de Madrid en el año 2007, en la Fundación Antonio Pérez, de Cuenca en 2009, Kunstverein Eislingen en 2006), MIAM, Sète o en la exposición Desesculturas comisariada por Miguel Cereceda en el Círculo de Bellas Artes de Madrid y la Fundación Capa en Alicante en el año 2002.
Desde 2003 expone con la galería van de Loo de Múnich. En Madrid, ha trabajado y expuesto en diversas galerías como Utopía Parkway (1999–2004), Travesía Cuatro (2005–2009) con su exposición Solsticio y en la galería Fernando Latorre (2009-2014), con todas ellas realizó exposiciones individuales y colectivas y participó en ferias como ARCO en Madrid, en Alemania en Art Cologne y Art Kalsrue.
Son numerosas las exposiciones realizadas tanto individuales como colectivas, algunos ejemplos sonː la exposición colectiva Las formas del alma producida por el  Instituto Cervantes, dicha exposición se presentó en una serie de centros de Europa como en Palermo, Praga, Roma, Belgrado, Bucarest. y en el Instituto Cervantes de Madrid. The UnFmely Dream-Spanish Contemporary Art in DysfuncFnal Times, The Drawing Room Contemporary Art, Manila Haut und Hülle, Galerie van de Loo Projekte, Múnich 2016. Propuestas Vegap 2019 Proyecto Néctar y Cenizas, Centro Centro Cibeles, Madrid, Alpentraum, Palmenhaus, Villa Waldberta, Feldafing 2019 Spanish Omele?e:Contemporary art from Spain Kalawakan SpaceDme, Manila.
En el año 2021, expone en la Galería Nueva de Madrid, Dúo 2/5 junto a Pablo Milicua.
Ha realizado instalaciones de grandes dimensiones, algunas de ellas permanentes, e intervenciones en lugares como el Horno de la Ciudadela, Pamplona (2002), Maximiliansforum, Munich (2003), Círculo de Bellas Artes, Madrid (2004) Monasterio de Santa María la Real, Nájera (2005), y Kunstakademie, Trier, en 2007

## Premios y Becas
- 1999  Residencia artística en la Fábrica de Cerámica de Sargadelos. Lugo[14]
- 2002 Casa de Velázquez. Ministère Français de l´Enseignement Supérieur et de la Recherche.
- 2006 Artist residence. Fábrica de Cerámica de Sargadelos. Lugo
- 2007 Gastatelier Stipendium Neues Kunstforum. Kulturamt Stadtköln. Colonia
- 1er Premio Kunst am Bau Europäische Kunstakademie, Trier[15]
- 2009 Gastatelier Stipendium Neues Kunstforum. Kulturamt Stadtköln. Colonia
- 2010 Bellevue Saal Stipendium. Wiesbaden
- 2013 Artist residence Ebenböckhaus. Kulturreferat Munich

## Obra en colecciones públicas y privadas
Obra'en'colecciones' Telekom Deutschland Fundación *Eugenio*Granell. *SanDago*de*Compostela* Diario*Levante.*Valencia* Centro*de*Interpretación*de*la*MísDca.*Ayuntamiento*de* Ávila* Fundación Cajarioja. *Logroño* SDqung*van*de*Loo.*Munich*  Museo*de*Cerámica.*Sargadelos. Ministerio de*Asuntos Exteriores, Embajada*de*España,* Tokio* SAP.*Provinzial Düsseldorf Museum Kunst Palast,*Düsseldor